# Memoriał Alfreda Smoczyka 1981
XXXI Memoriał Alfreda Smoczyka odbył się 23 sierpnia 1981 r. Wygrał Leonard Raba z opolskiego klubu.  
Sędzia przerwał zawody po 16 biegu z powodu opadów deszczu.

## Wyniki
- 23 sierpnia 1981 r. (niedziela), Stadion im. Alfreda Smoczyka (Leszno)
- Najlepszy Czas Dnia: Leonard Raba - w 1 wyścigu - 70,40 sek.

| Msc. | Zawodnik                 | Klub / Kraj          | Pkt |           |  |
| ---- | ------------------------ | -------------------- | --- | --------- |  |
| 1    | (2) Leonard Raba         | Kolejarz Opole       | 12  | (3,3,3,3) |  |
| 2    | (14) Alfred Siekierka    | Kolejarz Opole       | 11  | (3,2,3,3) |  |
| 3    | (7) Jan Ząbik            | Apator Toruń         | 10  | (3,2,3,2) |  |
| 4    | (11) Bolesław Proch      | Polonia Bydgoszcz    | 9   | (3,3,1,2) |  |
| 5    | (9) Wojciech Żabiałowicz | Apator Toruń         | 9   | (2,2,2,3) |  |
| 6    | (16) Edward Jancarz      | Stal Gorzów Wlkp.    | 7   | (u,2,3,2) |  |
| 7    | (1) Włodzimierz Heliński | Unia Leszno          | 6   | (2,3,0,1) |  |
| 8    | (8) Jiří Jirout          | Czechosłowacja       | 5   | (1,3,0,1) |  |
| 9    | (6) Pavel Karnas         | Czechosłowacja       | 5   | (0,1,2,2) |  |
| 10   | (15) Mirosław Berliński  | Wybrzeże Gdańsk      | 5   | (2,1,1,1) |  |
| 11   | (4) Jan Krzystyniak      | Falubaz Zielona Góra | 2   | (d,u,2,0) |  |
| 12   | (5) Marek Towalski       | Stal Gorzów Wlkp.    | 2   | (2,d,-,-) |  |
| 13   | (13) Jerzy Kochman       | Śląsk Świętochłowice | 2   | (1,1,0,0) |  |
| 14   | (12) Leon Kujawski       | Start Gniezno        | 2   | (1,1,0,d) |  |
| 15   | (10) Ryszard Buśkiewicz  | Unia Leszno          | 2   | (u,u,1,1) |  |
| 16   | (3) Maciej Jaworek       | Falubaz Zielona Góra | 1   | (u,0,1,d) |  |
|      | (R1) Bernard Jąder       | Unia Leszno          | 5   | (2,3)     |  |

## Bieg po biegu
1. (70,40) Raba, Heliński, Jaworek (u), Krzystyniak (d)
2. (72,20) J. Ząbik, Towalski, Jirout, Karnas
3. (73,00) Proch, Żabiałowicz, Kujawski, Buśkiewicz
4. (75,20) Siekierka, Berliński, Kochman, Jancarz (u)
5. (71,80) Heliński, Żabiałowicz, Kochman, Towalski (d)
6. (75,20) Raba, Siekierka, Karnas, Buśkiewicz
7. (71,80) Proch, J. Ząbik, Berliński, Jaworek
8. (73,20) Jirout, Jancarz, Kujawski, Krzystyniak (u)
9. (72,20) Jancarz, Karnas, Proch, Heliński
10. (74,20) Raba, B. Jąder, Berliński, Kujawski / B. Jąder za Towalskiego
11. (74,20) Siekierka, Żabiałowicz, Jaworek, Jirout
12. (75,00) J. Ząbik, Krzystyniak, Buśkiewicz, Kochman
13. (74,20) Siekierka, J. Ząbik, Heliński, Kujawski (d)
14. (72,00) Raba, Proch, Jirout, Kochman
15. (74,20) B. Jąder, Jancarz, Buśkiewicz, Jaworek (d) / B. Jąder za Towalskiego
16. (75,00) Żabiałowicz, Karnas, Berliński, Krzystyniak

O Puchar ZSZZ Solidarność
17. (75,20) Siekierka, Berliński, Buśkiewicz, Raba